# Coniopholis proxima
Coniopholis proxima är en skalbaggsart som beskrevs av Louis Albert Péringuey 1904. Coniopholis proxima ingår i släktet Coniopholis och familjen Melolonthidae. Inga underarter finns listade i Catalogue of Life.